# Altarello (Palermo)
Altarello è il quindicesimo quartiere di Palermo, compreso nella IV Circoscrizione. Con il toponimo si indica altresì la ventitreesima unità di primo livello di Palermo, Altarello-Tasca Lanza. 

## Geografia fisica
Altarello sorge nella zona sud-occidentale della città, in una porzione di territorio originariamente ricca di tufo e, per tale ragione, soggetta al fenomeno di ristagno delle acque. Nonostante si tratti di un quartiere periferico, a causa della particolare forma allungata della città di Palermo è posto a poca distanza dal centro storico del capoluogo. Confina:
- A nord con i quartieri Uditore-Passo di Rigano e Noce
- a est con i quartieri Zisa e Cuba-Calatafimi
- a ovest con il quartiere Boccadifalco
- a sud con il quartiere Mezzomonreale-Villatasca

## Origini del nome
Il toponimo deriva dall'arabo Marg, che indica un luogo paludoso. Nel corso della dominazione islamica in Sicilia, infatti, l'area era caratterizzata dalla presenza di acque stagnanti. 

## Storia
I primi colonizzatori dell'area furono gli arabi, che nel X secolo sfruttarono le caratteristiche geomorfologiche del terreno per introdurre nuove colture specializzate irrigate dai Qanat. All'istituzione dei campi coltivati si aggiunsero i ma hall, gruppi umili di abitazioni.
All'interno del territorio dell'odierno quartiere, durante l'età della dinastia degli Altavilla, fu costruito il Castello dell'Uscibene, uno dei Sollazzi Regi della capitale del Regno di Sicilia. Nel 1177 il territorio dell'attuale quartiere venne concesso all'arcidiocesi di Palermo dal sovrano Guglielmo II di Sicilia, per passare nel XIII secolo sotto l'amministrazione dell'ordine teutonico e di San Benedetto, i quali ricorsero al sistema dell'enfiteusi per contrastare la crisi agricola del tempo. 
Successivamente, tra il XIV e il XV secolo, il vasto patrimonio fondiario ecclesiastico venne acquistato dalla nobiltà siciliana, che vi fondò numerosi possedimenti agricoli: dalla prima metà del secolo successivo, attorno a tale complesso si sviluppò la borgata di Altarello. Sempre alla classe aristocratica si deve l'edificazione di diverse ville alla fine del XVIII secolo, quando la zona venne eletta a luogo di svago extra-urbano.
Nei primi anni del XX secolo i fondi nobiliari vennero frammentati in centinaia di piccole e medie proprietà, gestite in buona parte da ditte di esportazione specializzate in prodotti agrumicoli. Nel secondo dopoguerra il territorio subì una forte espansione edilizia prefigurandosi come uno dei nuovi quartieri rivolti alla piccola e media borghesia cittadina.
All'interno del quartiere si trova l'antica contrada di Margifaraci, sul cui territorio è sorto nell'Ottocento il rione della Madonna di Tutto il Mondo, nome che deriva dal culto di un simulacro fatto realizzare da Francesco I delle Due Sicilie e custodito in una piccola chiesa. Nella stessa zona il sacerdote Matteo La Grua ha fondato il Centro Carismatico Gesù Liberatore.
Originario di Altarello era il politico e paladino della lotta alla mafia Pio La Torre, che proprio nel quartiere iniziò la sua attività politica fondando una sezione del Partito Comunista Italiano.

## Monumenti e luoghi d'interesse

### Architetture civili
- Castello dell'Uscibene, sollazzo regio arabo-normanno.
- Qanat Gesuitico Alto.
- Villa Savagnone, su via Altarello di Baida.

### Architetture religiose
- Chiesa parrocchiale di Maria Santissima del Perpetuo Soccorso, in via Madonna del Soccorso.
- Chiesa parrocchiale di San Gabriele Arcangelo, in piazza San Gabriele Arcangelo.

## Infrastrutture e trasporti
Il quartiere è connesso alla rete di trasporto pubblico tramite le linee bus AMAT 327 e 462. Inoltre è presente una stazione tranviaria per la linea 4 che collega Corso Calatafimi alla stazione di Palermo Notabartolo.

## Sport
Il rione Madonna di Tutto il Mondo, rientrante nel territorio del quartiere Altarello, nel corso degli anni novanta è stato rappresentato da una squadra di calcio arrivata a disputare anche due campionati di Eccellenza Sicilia, il massimo livello calcistico regionale. Nel 2019 una nuova società, denominata A.S.D. Regina Mundi - San Gabriele Arcangelo, è stata fondata prendendo il testimone della precedente squadra. Nella stagione 2024/25, dopo aver vinto il proprio girone di Prima Categoria nell'annata precedente, disputa il suo primo campionato di Promozione.
Originari del quartiere sono i calciatori professionisti Giuseppe Accardi, oggi procuratore, e Andrea Saraniti.